# ویلم هندریک کیزوم
ویلم هندریک کیزوم (۲۱ ژوئن ۱۸۷۶ در تسل - ۲۴ مارس ۱۹۵۶ در لیدن) یک فیزیکدان هلندی بود که در سال ۱۹۲۶ موقع به یافتن روشی برای جامد کردن هلیم مایع شد. همچنین او در سال ۱۹۲۱ توضیح ریاضیاتی نخست پیرامون نیروی بین مولکولی را گسترش داد از این رو نیروی بین مولکولی به نام اندرکنش کیزوم هم شناخته می‌شود. او پیشتر دانشجوی هایک کامرلینگ اونس بود، کسی که ابررسانایی را کشف کرد (او برای این دستاورد در سال ۱۹۱۳ جایزه نوبل فیزیک دریافت کرد).
کیزوم در سال ۱۹۲۴ عضو آکادمی سلطنتی هنر و دانش هلند شد.